# Lijst van nummer 1-hits in Oostenrijk in 2005
Deze hits stonden in 2005 op nummer 1 in de Ö3 Austria Top 40, de bekendste hitlijst in Oostenrijk.
| Datum        | Artiest                | Titel                         |
| ------------ | ---------------------- | ----------------------------- |
| 7 januari    | Nu Pagadi              | Sweetest Poison               |
| 14 januari   | Schnappi               | Schnappi, das kleine Krokodil |
| 21 januari   | Schnappi               | Schnappi, das kleine Krokodil |
| 28 januari   | Schnappi               | Schnappi, das kleine Krokodil |
| 4 februari   | Schnappi               | Schnappi, das kleine Krokodil |
| 11 februari  | Schnappi               | Schnappi, das kleine Krokodil |
| 18 februari  | Schnappi               | Schnappi, das kleine Krokodil |
| 25 februari  | Schnappi               | Schnappi, das kleine Krokodil |
| 4 maart      | Schnappi               | Schnappi, das kleine Krokodil |
| 11 maart     | Schnappi               | Schnappi, das kleine Krokodil |
| 18 maart     | Schnappi               | Schnappi, das kleine Krokodil |
| 25 maart     | Schnappi               | Schnappi, das kleine Krokodil |
| 1 april      | Fettes Brot            | Emanuela                      |
| 8 april      | Fettes Brot            | Emanuela                      |
| 15 april     | Fettes Brot            | Emanuela                      |
| 22 april     | Fettes Brot            | Emanuela                      |
| 29 april     | 50 Cent & Olivia       | Candy Shop                    |
| 6 mei        | Ch!pz                  | Cowboy                        |
| 13 mei       | Ch!pz                  | Cowboy                        |
| 20 mei       | Ch!pz                  | Cowboy                        |
| 27 mei       | Akon                   | Lonely                        |
| 3 juni       | Akon                   | Lonely                        |
| 10 juni      | Akon                   | Lonely                        |
| 17 juni      | Akon                   | Lonely                        |
| 24 juni      | Akon                   | Lonely                        |
| 1 juli       | Akon                   | Lonely                        |
| 8 juli       | Akon                   | Lonely                        |
| 15 juli      | Akon                   | Lonely                        |
| 22 juli      | Akon                   | Lonely                        |
| 29 juli      | Rising Girl            | Rising Girl                   |
| 5 augustus   | Rising Girl            | Rising Girl                   |
| 12 augustus  | Rising Girl            | Rising Girl                   |
| 19 augustus  | Juanes                 | La camisa negra               |
| 26 augustus  | Tokio Hotel            | Durch den Monsun              |
| 2 september  | Tokio Hotel            | Durch den Monsun              |
| 9 september  | Tokio Hotel            | Durch den Monsun              |
| 16 september | Tokio Hotel            | Durch den Monsun              |
| 23 september | Tokio Hotel            | Durch den Monsun              |
| 30 september | Tokio Hotel            | Durch den Monsun              |
| 7 oktober    | Sugababes              | Push the Button               |
| 14 oktober   | Sugababes              | Push the Button               |
| 21 oktober   | Sugababes              | Push the Button               |
| 28 oktober   | Sugababes              | Push the Button               |
| 4 november   | Sugababes              | Push the Button               |
| 11 november  | Madonna                | Hung Up                       |
| 18 november  | Madonna                | Hung Up                       |
| 25 november  | Madonna                | Hung Up                       |
| 2 december   | Madonna                | Hung Up                       |
| 9 december   | Madonna                | Hung Up                       |
| 16 december  | Madonna                | Hung Up                       |
| 23 december  | Mattafix               | Big City Life                 |
| 30 december  | geen Top 75 verschenen | geen Top 75 verschenen        |

1965 ·
1966 ·
1967 ·
1968 ·
1969 ·
1970 ·
1971 ·
1972 ·
1973 ·
1974 ·
1975 ·
1976 ·
1977 ·
1978 ·
1979 ·
1980 ·
1981 ·
1982 ·
1983 ·
1984 ·
1985 ·
1986 ·
1987 ·
1988 ·
1989 ·
1990 ·
1991 ·
1992 ·
1993 ·
1994 ·
1995 ·
1996 ·
1997 ·
1998 ·
1999 ·
2000 ·
2001 ·
2002 ·
2003 ·
2004 ·
2005 ·
2006 ·
2007 ·
2008 ·
2009 ·
2010 ·
2011 ·
2012 ·
2013 ·
2014 ·
2015 ·
2016 ·
2017 ·
2018 ·
2019 ·
2020 ·
2021
- Nederland (Top 40)
- Nederland (Single Top 100)
- Nederland (3FM Mega Top 50)
- Nederland (Outlaw 41)
- Nederland (DVD Top 30)
- Vlaanderen (Radio 2 Top 30)
- Vlaanderen (Ultratop 50)
- Vlaanderen (Top 30 van Ultratop)
- Wallonië
- Australië
- Denemarken
- Duitsland
- Frankrijk
- Ierland
- Italië
- Nieuw-Zeeland
- Noorwegen
- Oostenrijk
- Verenigd Koninkrijk
- Verenigde Staten (Hot 100)
- Zweden
- Zwitserland